# Giorgio Borgo
Giorgio Borgo (ur. 2 listopada 1912 w Savonie) – włoski piłkarz, grający na pozycji pomocnika lub napastnika.

## Kariera piłkarska
W 1929 rozpoczął karierę piłkarską w miejscowej Savonie. Latem 1934 został zaproszony do klubu Serie A z Alessandrii. Po roku przeniósł się do Andrea Doria. W 1936 wrócił do Savony. Od 1939 do 1941 bronił barw Cuneo, po czym przeszedł do AC Entella. W 1945 został piłkarzem odrodzonej Speranzy Savona, w której zakończył karierę piłkarza w roku 1947.

## Sukcesy i odznaczenia

### Sukcesy piłkarskie
Savona
- mistrz grupy E Prima Divisione (2.miejsce w finale grupy D): 1933/34
- mistrz grupy D Serie C (4.miejsce w finale grupy A): 1938/39

### Sukcesy indywidualne
- rekordzista w ilości goli strzelonych dla klubu Savona: 82 bramki